# Wilderei

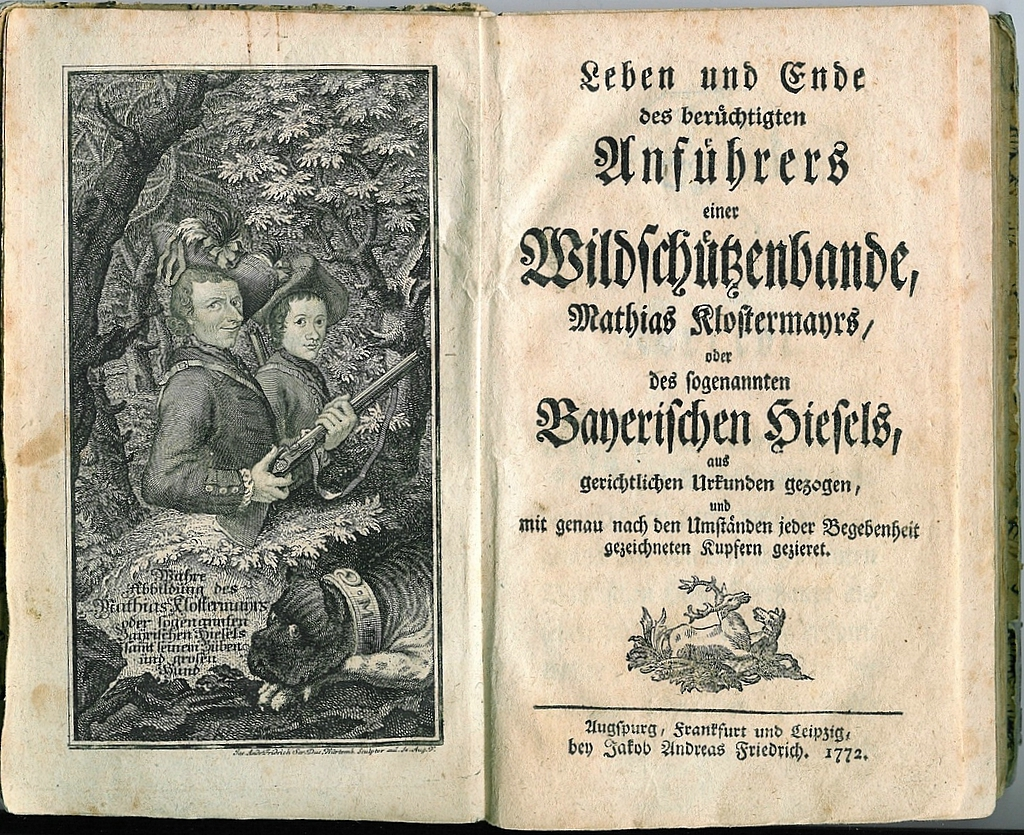
Lebensbeschreibung des Wilddiebs Matthias Klostermayr von 1772.

Wilderei bezeichnet das unberechtigte oder gesetzlich strafbare Jagen und Fangen von Wildtieren. Wilderer werden oder wurden historisch auch als Jagd- bzw. Wildfrevler, Wilddieb, Wildschütz/Raubschütz oder Schwarzgeher bezeichnet. Sowohl im Strafrecht als auch bei der Darstellung in den Medien geht es bei Wilderei meistens um große Wirbeltiere.

## Deutschland

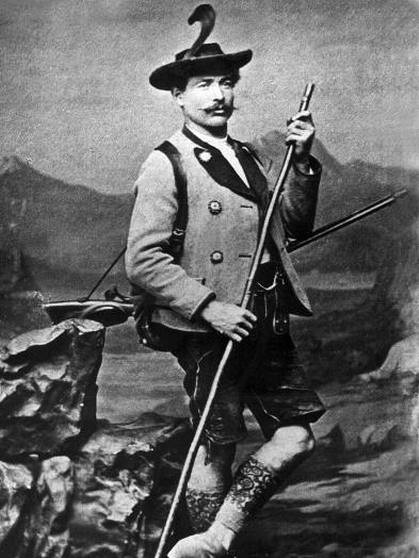
Georg Jennerwein, der „Girgl von Schliers“, ein bayerischer Wilderer und Volksheld des 19. Jh.

Jagdwilderei ist in Deutschland nach § 292 des StGB eine „Straftat gegen das Vermögen und gegen Gemeinschaftswerte“. Die Kodifizierung als eigenständiges Delikt neben dem Diebstahl ist notwendig, da nach der zivilrechtlichen Eigentumsordnung wilde Tiere als herrenlos gelten und zunächst, solange sie leben, nicht eigentumsfähig sind.
Jagdwilderei liegt vor, wenn jemand vorsätzlich unter Verletzung fremden Jagdrechts oder Jagdausübungsrechts dem Wild nachstellt, es fängt oder erlegt, oder sich oder einem Dritten zueignet, oder eine Sache, die dem Jagdrecht unterliegt sich oder einem Dritten zueignet, beschädigt oder zerstört. Zu den Dingen, die dem Jagdrecht unterliegen, gehören auch alle Teile eines Wildes, wie z. B. Geweihe/Gehörne/Hörner, Knochen, Federn. Wer also als Besucher in einem Jagdbezirk ohne (nachträgliche) Erlaubnis z. B. eine abgeworfene Geweihstange aufnimmt und mit nach Hause nimmt, begeht Wilderei im Sinne des Gesetzes.

### Jagdwilderei
Strafgesetzbuch
 § 292 StGB Jagdwilderei
(1) Wer unter Verletzung fremden Jagdrechts oder Jagdausübungsrechts 

  1. dem Wild nachstellt, es fängt, erlegt oder sich oder einem Dritten zueignet oder

  2. eine Sache, die dem Jagdrecht unterliegt, sich oder einem Dritten zueignet, beschädigt oder zerstört,

wird mit Freiheitsstrafe bis zu drei Jahren oder mit Geldstrafe bestraft.

(2) In besonders schweren Fällen ist die Strafe Freiheitsstrafe von drei Monaten bis zu fünf Jahren. Ein besonders schwerer Fall liegt in der Regel vor, wenn die Tat

  1. gewerbs- oder gewohnheitsmäßig,

  2. zur Nachtzeit, in der Schonzeit, unter Anwendung von Schlingen, Tellereisen oder in anderer nicht waidmännischer Weise oder

  3. von mehreren mit Schusswaffen ausgerüsteten Beteiligten gemeinschaftlich begangen wird.

### Tötung von Wild aus Gründen des Tierschutzes
Situatives Beispiel:
Auf einer Straße wird ein Stück Wild durch Zusammenstoß mit einem Kraftfahrzeug schwer verletzt. Eine Person, die wenig später an der Unfallstelle erscheint, erkennt die Notwendigkeit, das Tier zur Beendigung seiner Leiden zu töten. Welche Mittel sie dazu einsetzt (Schusswaffe, Messer, Injektion, händisch etc.), ist dabei unerheblich.
Diese Person nimmt hier ein Notstandsrecht wahr (Notstand ist der Zustand gegenwärtiger Gefahr für rechtlich geschützte Interessen, dessen Abwendung nur auf Kosten fremder Interessen möglich ist). Die Beendigung von Leiden ist ein Gebot des Tierschutzes und ist ein höher geschätztes Gut, welches die Verletzung fremden Jagdrechtes gestattet.
Zwingende Voraussetzungen sind aber:
- Die Verletzung des Tieres ist so schwer, dass das Töten ein „vernünftiger Grund“[6] ist.
- Die Tötung darf nur durch Personen erfolgen, welche die dazu notwendigen Kenntnisse und Fähigkeiten haben. Dies sind z. B. Jagdscheininhaber, Tierärzte oder Schlachter.
- Die Tötung hat schnell und möglichst schmerzfrei zu erfolgen.
- Es darf kein Wille zur Aneignung des Wildes erkennbar sein.

Um den letzten Punkt zu bestätigen, sollte die tötende Person ihre Personalien der Polizei und dem Jagdausübungsberechtigten zur Verfügung stellen bzw. anschließend auf das Eintreffen derselben warten. Das Wild darf nicht aufgenommen und vom Ort des Unfalls entfernt werden. Die etwaige Sicherung des Straßenverkehrs hat dabei allerdings Vorrang; in diesem Fall muss das Wild aber in der unmittelbaren Nähe verbleiben.

### Fischwilderei
Strafgesetzbuch

§ 293 StGB Fischwilderei

Wer unter Verletzung fremden Fischereirechts oder Fischereiausübungsrechts

  1. fischt oder

  2. eine Sache, die dem Fischereirecht unterliegt, sich oder einem Dritten zueignet, beschädigt oder zerstört,

wird mit Freiheitsstrafe bis zu zwei Jahren oder mit Geldstrafe bestraft.

### Geschichte

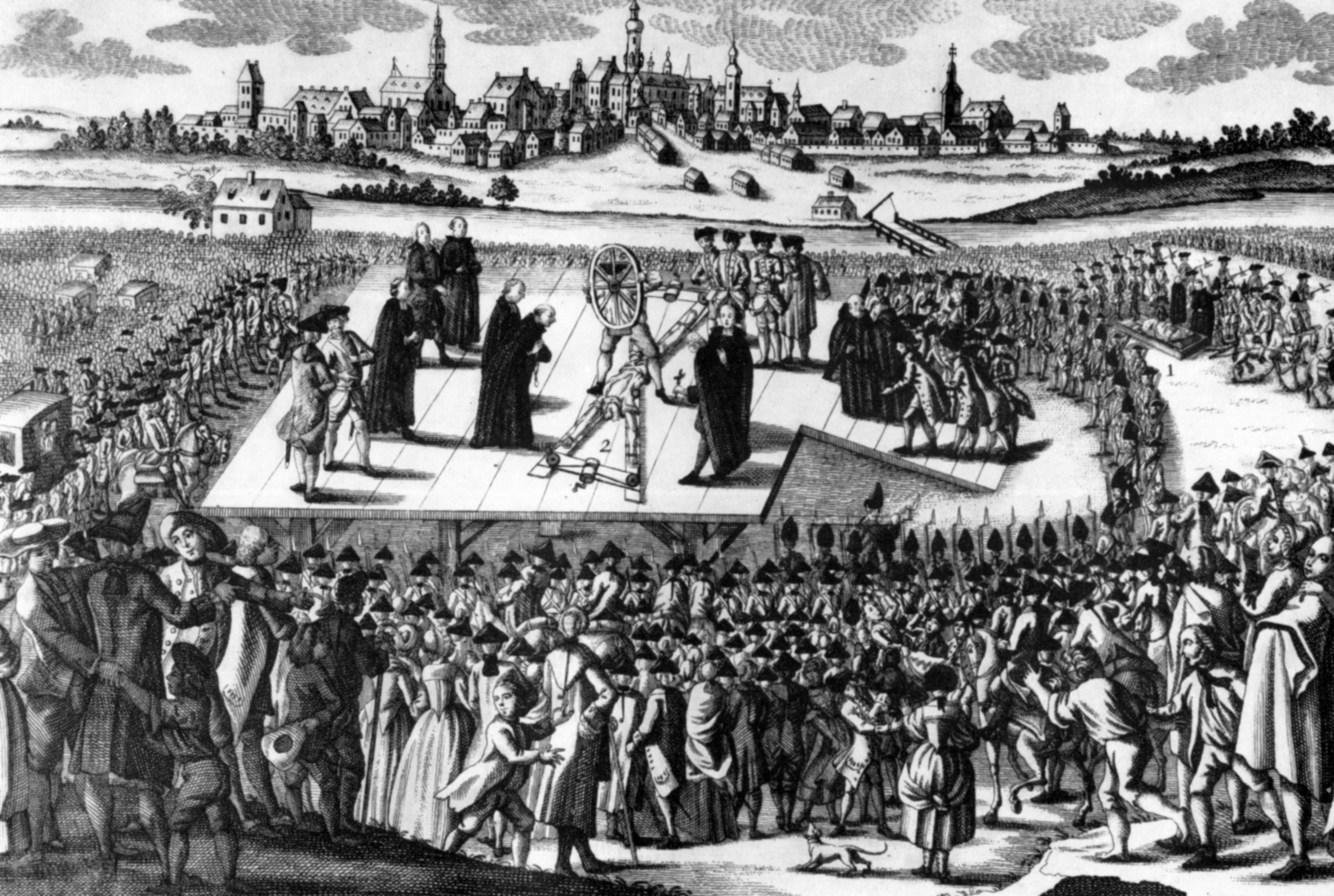
Hinrichtung des Wilderers und Räuberhauptmanns Matthias Klostermayr, des „Bayerischen Hiasl“, Dillingen 1771

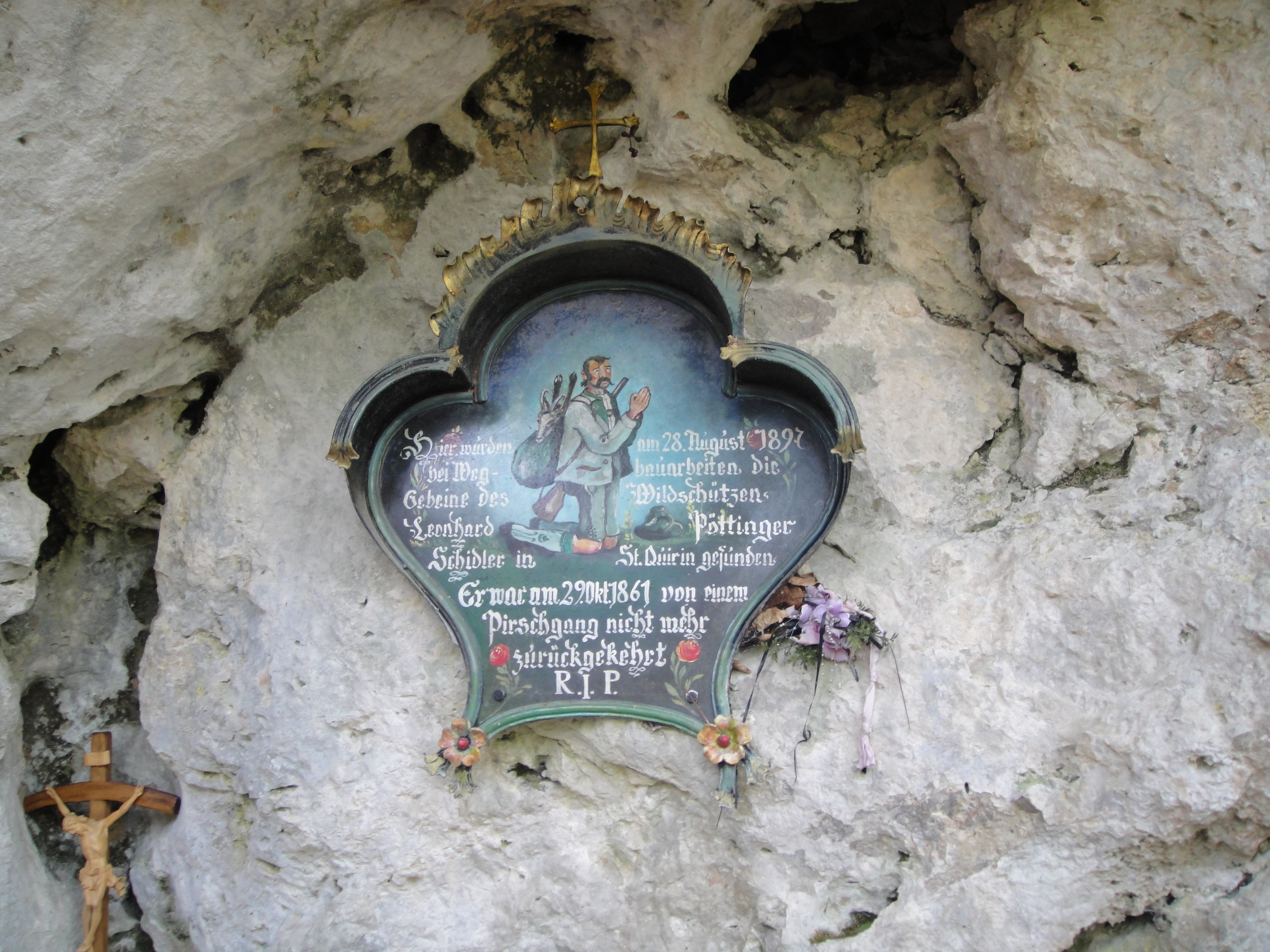
Marterl von 1897 am Riederstein für den Wilderer Leonhard Pöttinger

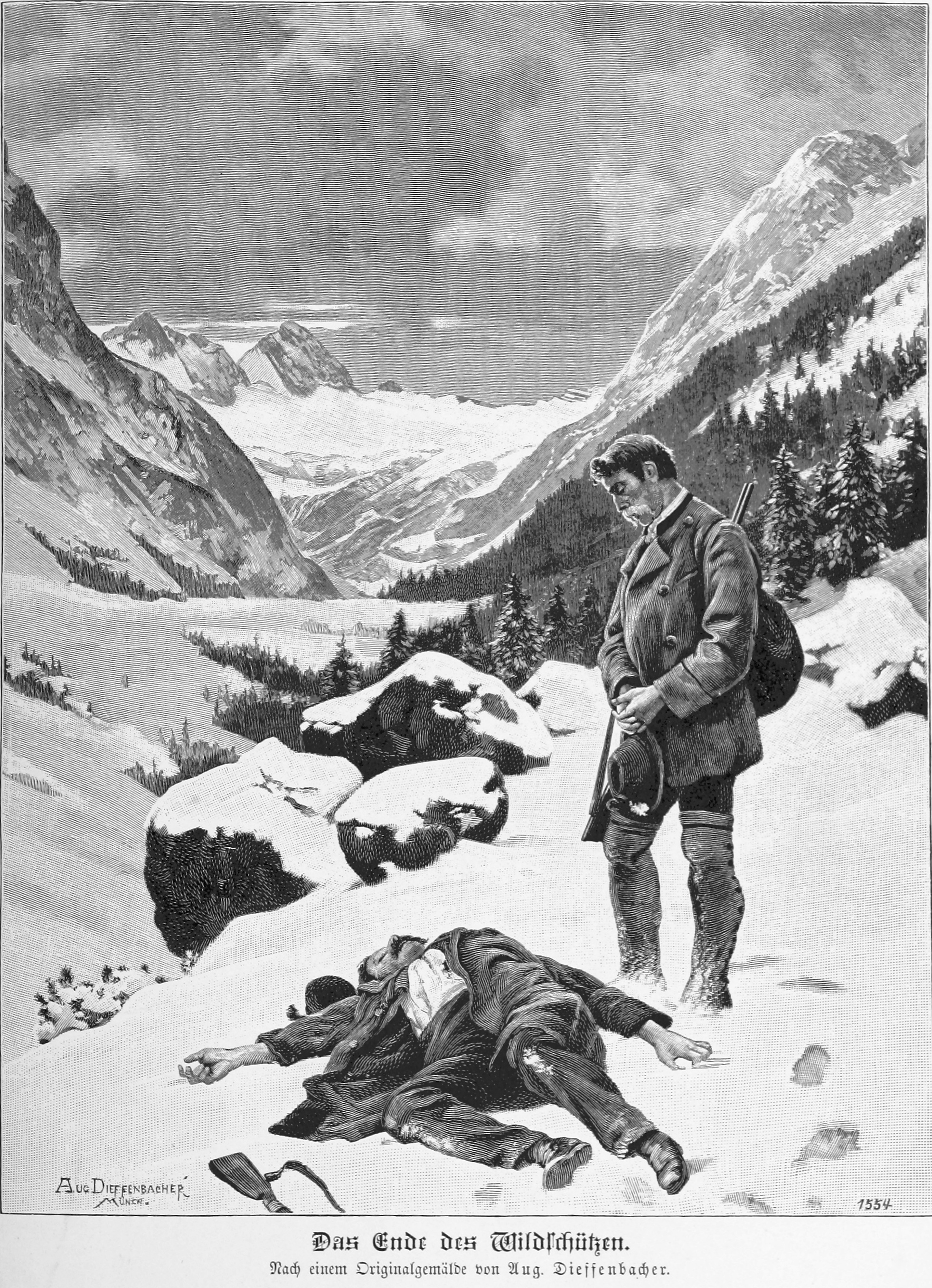
Das Ende des Wildschützen, 1894

Ursprünglich hatte jedermann das Recht, zu jagen. Dieses wurde auch noch bis weit ins Mittelalter nicht angegriffen, und so durfte jeder Freie, vornehmlich die Bauern, jagen, um entweder seinen Viehbestand oder seinen Grund vor Wildschaden zu verteidigen oder um sich Nahrung zu verschaffen. Doch mit der immer weiter steigenden Abhängigkeit der Bauern von ihren Landesherren sowie der steigenden Besitzergreifung von freien Ländereien seitens des Adels wurde dieses Recht mehr und mehr ausgehöhlt.
Als der Adel damit begann, die Jagd als eine sportliche Herausforderung und als vergnüglichen Zeitvertreib zu verstehen, wurde den Bürgern schließlich das Recht der Hohen Jagd entzogen und unter Strafe gestellt. Ernteschäden durch Wildverbiss und Ernteausfälle, verursacht durch Flurschäden adliger Jagdgesellschaften, die über die Felder stürmten – ohne Anspruch auf Entschädigung für die Betroffenen –, nahmen zu.
Gleichzeitig übernahmen Forstbeamte oder durch den Landesherren legitimierte Personen den Schutz, die Pflege sowie die Überwachung des Jagdreviers. Alle damit illegal gewordenen Jäger wurden fortan als Wilderer oder Wilddieb bezeichnet und als Verbrecher angesehen und verfolgt, weil sie das Eigentum des Landesherren antasteten.
Es darf trotz aller verklärender Wildererromantik nicht verkannt werden, dass Wilderer oft auch Verbrecher waren, denen ein Menschenleben wenig bedeutete. Davon zeugen die vielen aktenkundigen Fälle von ermordeten Förstern und Jagdaufsehern. Andererseits hatte mancher „Wilddieb“ keine andere Möglichkeit, sich und seine Familie vor dem Hungertod zu bewahren.
Mit der Revolution von 1848 wurde auch das Jagdprivileg des Adels abgeschafft, was zunächst jedoch nicht zu einem Rückgang der Wilderei führte, da das Jagdrecht an Grundbesitz bzw. den Erwerb einer Jagdkarte als Berechtigungsausweis gebunden war. Das Wildern ist jedoch auch heute in den meisten Ländern eine Straftat, da die Grundlage des Jagdrechtes weiterhin auf dem Gedanken des Privateigentums ruht. Die Wilderei, in diesem Zusammenhang „Jagdwilderei“, ist in Deutschland nach § 292 des StGB eine Straftat gegen das Vermögen und gegen Gemeinschaftswerte. Wegen Wilderei wird derjenige bestraft, der den Jagdausübungsberechtigten aus seiner Stellung verdrängt und als Nichtberechtigter Wild fängt, erlegt und sich aneignet. Im Bundesjagdgesetz befasst sich § 23 Jagdschutz mit Wilderei.
Die Wilderer wurden von der armen Landbevölkerung häufig zu Helden verklärt. Zum einen, weil sie den Landesherren oft ein Schnippchen schlagen konnten, zum anderen, weil das erbeutete Wild eine Möglichkeit darstellte, die Familie zu ernähren oder es gewinnbringend zu verkaufen. So hatte der Spessarter Erzwilderer Johann Adam Hasenstab einen florierenden Wildbrethandel bis Frankfurt.
Besonders die Wilderer aus feudalen Jagdgebieten (z. B. Spessart) wurden schon recht früh durch die ansässige Bevölkerung heroisiert. Dies nahm zur französischen Besatzungszeit unter Napoleon noch zu. In den Alpen entstand im 19. Jahrhundert eine buchstäbliche Wildererromantik, da wie das Jagen auch das Wildern in den gefährlichen Bergregionen nicht nur extrem gute Ortskenntnisse, sondern auch besondere Kühnheit und Naturverständnis voraussetzte. Die Gebirgsjäger und -wilderer zeichneten sich daher bereits im frühen 19. Jahrhundert, in dem Bergsteigen noch völlig fremd war, durch hohe bergsteigerische Fähigkeiten aus, und vielfach lassen sich auch heute noch manche Gebirgswanderwege auf ursprünglich durch Jäger angelegte Pfade zurückführen. Speziell im bayerisch-österreichischen Grenzraum waren Wilderer auch meist Schmuggler. Bei diesen sogenannten Wildererpfaden handelte es sich oftmals um ausgetretene Wechsel des Wildes durch das Unterholz (Wildpfade, Wildwechsel).
Im Zuge der Romantik Anfang des 19. Jahrhunderts wurden die Gebirgs-Wildschützen schließlich in Verbindung mit den Alpen-Motiven auch in Kunst und Literatur immer häufiger als „natürliche Helden“ dargestellt und verehrt.
Vor allem im bayrischen/österreichischen Sprachraum wird zwischen Wilderer und Wildschütz differenziert. Der „waidgerechte“ Kugelwilderer wird dort als Wildschütz bezeichnet und nicht als Wilderer. Waidgerecht im Kontext zur Wilderei bedeutet, dass der Wilderer die Schonzeiten beachtet z. B. schießt er kein führendes Muttertier. Während waidgerecht mit der Büchse jagende Wilderer, denen oft eine unstillbare Jagdleidenschaft angedichtet wurde, im öffentlichen Ansehen entschuldigt und selbst noch in den 1950er-Jahren in Heimatfilmen verklärt wurden, darf nicht verkannt werden, dass diese Art der Wilderei die Ausnahme war. Die Regel waren Schlingensteller und Aasjäger, die sich nicht um das Leiden des Wildes kümmerten. Weder suchten sie nach, wenn das beschossene Wild nicht sofort zusammenbrach (Nachsuche), noch beachteten sie Schonzeiten, noch scherte sie das Leiden des geschlingten Wildes, das oft tagelang in der Schlinge litt.
Die Strafen für Wilderei nahmen schnell schwere Ausmaße an und konnten bei Wiederholungstätern auch bis zur Galeere oder Todesstrafe reichen. Der Adel wollte durch die drakonischen Maßnahmen die Wilderei von Anfang an im Keim ersticken. Die Wilderei erhielt damit die Qualität eines politischen Verbrechens.
Nicht selten wurden die Wilderer durch die Forstbeamten des Landesherren gejagt und noch vor dem eigentlichen Ergreifen getötet.

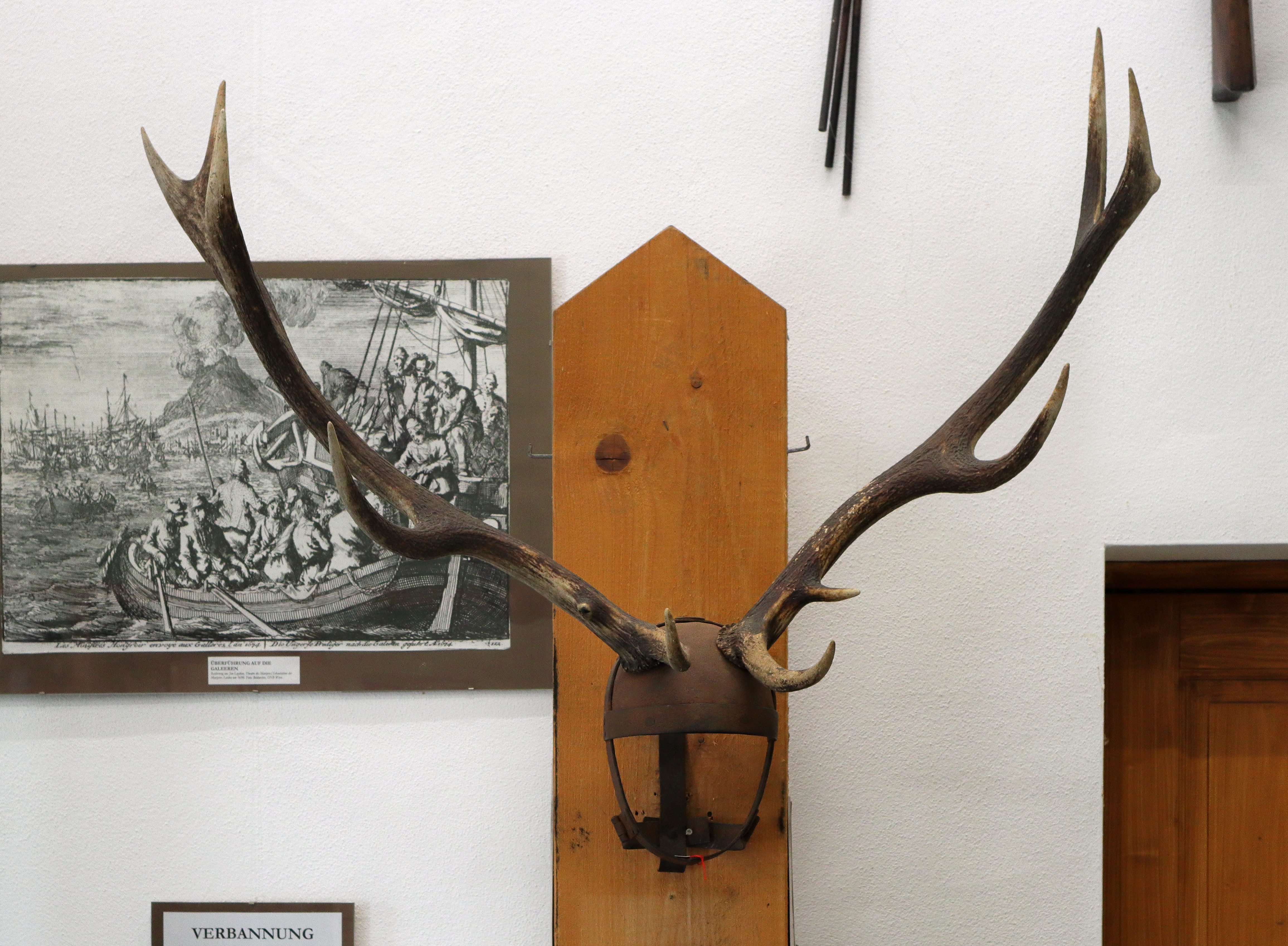
Eiserne Wildererkappe mit Geweih (Exponat im Wilderer Museum Molln)

Anfangs wurden die Wilderer noch mit dem Aufsetzen eines Hirschgeweihs entehrt, das sie für mehrere Tage tragen mussten. Schließlich kamen als Strafmaß auch am Pranger stehen oder schwere Arbeitsdienste hinzu. Eine weitere Form der Demütigung war die sogenannte Wildererkappe, eine eiserne Kopfbedeckung, die unter schweren Schmerzen am Kopf des Verurteilten festgenietet wurde und die dieser dann für einen längeren Zeitraum zu tragen hatte. Wurden die Wilderer durch den Strang hingerichtet, so wurde auch als Zeichen ihrer Straftat sowie zur Abschreckung oftmals ein Geweih oder Fell über dem Galgen angebracht. Wilderermuseen gibt es in Gehlberg und Schmiedefeld am Rennsteig.

## Österreich

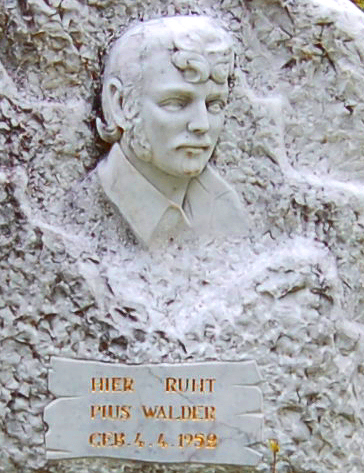
Grabstein des 1982 erschossenen österreichischen Wilderers Pius Walder

In Österreich wird Wilderei nach folgenden Gesetzen als Straftatbestand behandelt:
- § 137 StGB – Eingriff in fremdes Jagd- und Fischrecht
- § 138 StGB – Schwerer Eingriff in fremdes Jagd- und Fischereirecht
- § 140 StGB – Gewaltanwendung eines Wilderers
- § 141 StGB – Entwendung

Die Aufklärungsrate der angezeigten Wildereifälle liegt in Österreich etwa bei 35 Prozent.
In Molln existiert das Wilderer Museum (wissenschaftliche Leitung: Roland Girtler). Das Museum übernahm 2022 die Bestände des aufgelösten Wilderermuseums St. Pankraz.

## Schweiz
In der Schweiz wird Wilderei unter Art. 17 (Vergehen: Haft- oder Geldstrafe) und Art. 18 (Übertretung: Geldbuße) im Schweizer Jagdgesetz behandelt.

## Weltweit

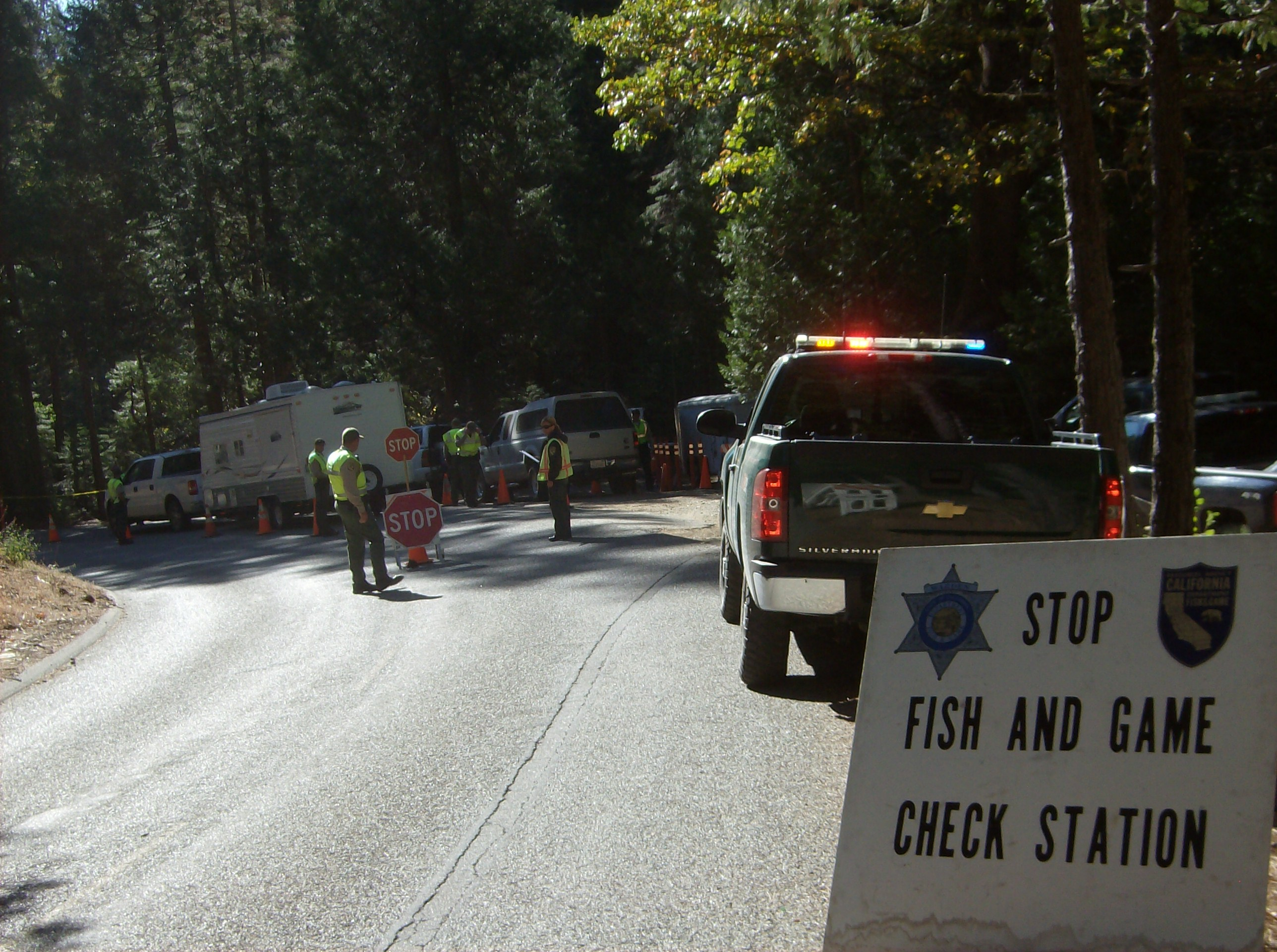
Straßensperre des California Department of Fish and Wildlife (CDFW) zur Kontrolle von Jägern

Heute gefährdet gewerbsmäßige Wilderei weltweit den Bestand vieler Tierarten. Insbesondere in Entwicklungsländern leiden viele Nationalparks unter Wilderei. Manche Wilderer zielen dabei auf rituell oder kulturell bedeutsame Körperteile ab, z. B. Tigerfelle, Nashorn-Hörner, Elefanten-Stoßzähne aus Elfenbein. Andere Wilderer (meist Ortsansässige) jagen aus finanziellen Gründen.

### Betroffene Tierarten
Durch Wilderei mehr oder weniger stark bedrohte Tierarten sind unter anderem:
- Menschenaffen, dabei vor allem Gorillas und Orang-Utans. Die Wilderei findet unter anderem in der Demokratischen Republik Kongo, Uganda, Ruanda und den indonesischen Inseln Borneo und Sumatra statt.
- die sogenannten Big Five in Afrika, darunter wegen der Hörner und Stoßzähne insbesondere Nashörner und Elefanten.
- verschiedene Katzenarten, namentlich der Tiger, von dessen acht noch im 20. Jahrhundert bekannten Unterarten mittlerweile drei vollkommen ausgerottet wurden. Die Wilderei findet unter anderem in Indonesien und Indien statt.
- Zugvögel, die auf ihrem Weg in die Winterquartiere oder ihre Brutgebiete im Mittelmeerraum geschossen oder gefangen werden, z. B. Abschuss gefährdeter Greifvögel wie Weihen oder Baumfalken auf Malta, der Fang von Ortolanen in Frankreich oder von seltenen Grasmücken auf Zypern.

### Gesetze und Strafen
In einigen Ländern wird Wilderei sehr hart bestraft. In Kenia wurde in Erwägung gezogen, die Todesstrafe gegen Wilderer zu verhängen, obwohl es dort seit 1987 einen Hinrichtungsstopp für zum Tode verurteilte Verbrecher gibt.

## Ursachen und Tatmotive
Conserve Energy Future nennt folgende Ursachen und Tatmotive für Wilderei:
- Unzureichende Gesetzgebung und Korruption

Viele Vorschriften, die den Schutz gefährdeter Tierarten und die Erhaltung der Artenvielfalt gewährleisten sollen, haben Lücken. Wilderer können dies ausnutzen und umgehen. Einige Beamte, die in Strafverfolgungsbehörden und Regierungen arbeiten, sind anfällig für Korruption und profitieren direkt von den Erträgen aus Wilderei. Unter dem Schutz solcher Beamten dringen Wilderer in die Wildnis ein und töten Tiere, ohne verfolgt zu werden.
- Profitabilität und hoher finanzieller Wert der Tierprodukte und Tierarten

Verantwortliche Beamte zögern aufgrund der enormen finanziellen Einnahmen, die sie mithilfe der Wilderei oder durch den Verkauf von Tierprodukten oder lebenden Wildtieren erzielen, bei der Umsetzung von Richtlinien für den Wildtierschutz oder umgehen die Richtlinien absichtlich.
- Religiöser oder medizinischer Aberglaube

Einige Tiere werden als Tieropfer für religiöse Zeremonien getötet. Körperteile der Tiere werden als religiöse Gegenstände verwendet. Andere Tiere werden illegal gejagt, weil man glaubt, dass einige ihrer Körperteile für zur Behandlung oder Heilung von Krankheiten verwendet werden können. Einigen Körperteilen wird eine aphrodisierende und männliche Potenz zugeschrieben. Für beides gibt es keine wissenschaftliche Grundlage. Eine positive Wirkung konnte nie nachgewiesen werden.
- Nachfrage einer reichen Elite nach exotischem Fleisch

Dieses exotische Fleisch wird auch als Buschfleisch bezeichnet. Das Fleisch dieser Tiere, darunter Affen und Schlangen, ist in bestimmten Teilen Afrikas eine Delikatesse. In Asien werden exotische Wildtiergerichte aus Schlangen, Schildkröten, Schuppentieren, Fledermäusen, Walen oder Orang-Utans zubereitet. Einige exklusive Restaurants haben sich auf Buschfleisch spezialisiert.
- Tödliche Konflikte von Wildtieren mit einer wachsenden menschlichen Bevölkerung

In Gegenden mit starkem Bevölkerungswachstum und sich ausbreitenden Siedlungsgebieten, vor allem in Afrika, kommt es immer häufiger zu tödlichen Konflikten zwischen Wildtieren und Einwohnern der Siedlungen, Wo Siedlungen in die Breite wachsen, werden Menschen dazu gebracht, in Gebiete einzudringen, die für Wildtiere vorgesehen sind. Die Zerstörung der Lebensräume der Wildtiere führt zu Hungersnöten in den Tierpopulationen und zwingt die Tiere dazu, in landwirtschaftlich genutzte Flächen einzudringen oder Nutztiere anzugreifen, was schließlich zu deren Tötung führt.

## Bekannte Wilderer

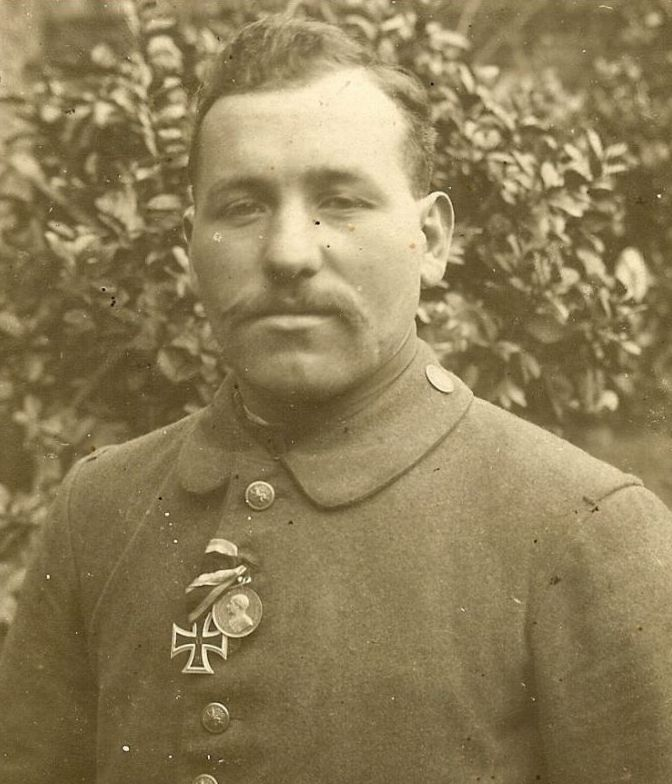
Georg Herrnreiter, Wilderer und Scharfschütze. 150 bestätigte Abschüsse. EK2 und Bayerische Tapferkeitsmedaille

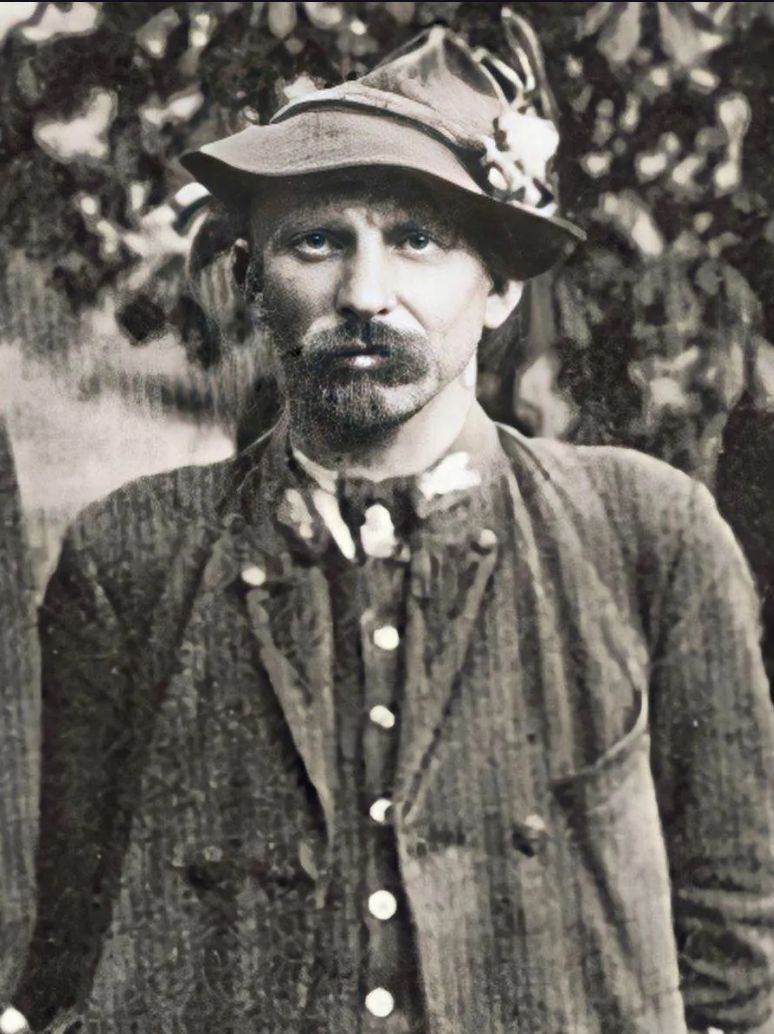
Georg Mühlberger, Wilderer und Scharfschütze. Wilderte sogar in seiner Funktion als Staatsförster.

- Johann Adam Hasenstab (1716–1773), Rothenbuch Spessart, erschossen vom Jäger Johann Sator[15]
- Heinrich Anton Leichtweiß (1723–1793), Wiesbaden
- Matthias Klostermayr (1736–1771), Bayern[16]
- Franz Troglauer (1754–1801), Oberpfalz in Bayern
- Karl Stülpner (1762–1841), Erzgebirge
- Hans Eidig (1804–1836 oder 1837), Lüneburger Heide
- Der Lexengangerl (geb. ca. um 1810), Oberpfalz in Bayern
- Johann Muckel (1814–1882), Raum Düsseldorf
- Josef Sattler (1830–1878), Niederbayern[17]
- Hasen-Ahlers (1831–1913), Landkreis Oldenburg in Niedersachsen
- Leonhard Pöttinger (unbekannt–1861), St. Quirin am Tegernsee
- Hermann Klostermann (1838–unbekannt), Eggegebirge, Sauerland, Waldeck
- Georg Jennerwein (1852–1877), Bayern
- Johannes Wagebach (1854–1893), Weidenau genannt „Deutscher Hannes“, Siegerland und Wittgenstein, verurteilter Mörder und Wilddieb, hingerichtet in Arnsberg.[18]
- Adolf Scheuber (geb. 1870), Nidwalden. Verurteilter Mörder und Wilderer. Flucht vermutlich nach Uruguay.
- Mathias Kneißl genannt Kneißl Hias, (1875–1902)
- Georg Mühlberger (1880–unbekannt), Wilderer und hochdekorierter Scharfschütze im Ersten Weltkrieg[19]
- Johann Mieger (1882–1938), Taunus
- Franz Kleinschmidt (1888–1918), Schrecken der Tucheler Heide, Westpreußen
- Georg Herrnreiter (1891–1916), Wilderer und hochdekorierter Scharfschütze im Ersten Weltkrieg[20]
- Josef Hacker (1896–1919), Schleching, von einem staatlichen Jäger von vorn mit einem Kopfschuss getötet[21]
- Hans Jemetz (1901–1977), bekannt als König vom Lusen, Bayern, Bayerischer Wald, Lusen
- Felix Laubhuber (* 1948), bekannt aus der Reportage von 2008 Grüß Gott Gams – Felix und die Wildschützen der Alpen[22]
- Pius Walder (1952–1982), Innervillgraten, Tirol
- Alois Huber (1958–2013), Wilderer von Annaberg, siehe auch Mehrfachmord in Annaberg
- Andreas Johannes Schmitt (* 1984), Tötung zweier Polizisten im Landkreis Kusel[23]